# Affaire des diamants

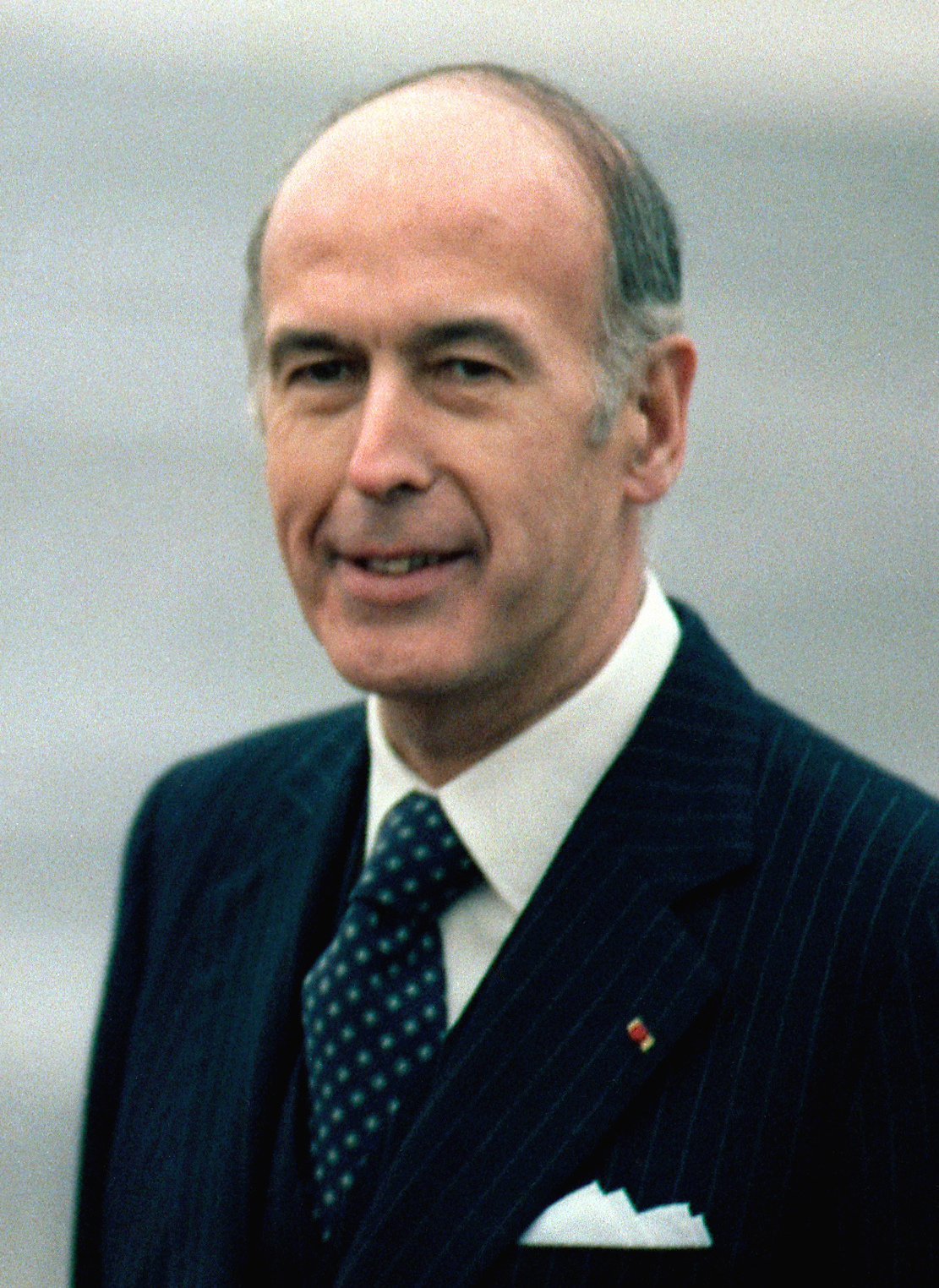
Valéry Giscard d'Estaing.

Affaire des diamants (Diamantaffären) var en politisk skandal i Frankrike, som avslöjades av den satiriska tidningen Le Canard Enchaîné den 10 oktober 1979. Avslöjandet bestod i att Frankrikes dåvarande finansminister Valéry Giscard d'Estaing 1973 erbjöds diamanter från den centralafrikanska kejsaren och diktatorn Jean-Bédel Bokassa, men senare avslöjades även ett nära umgänge mellan de båda politikerna, och det hela utvecklades till en stor medial följetong, som till slut var en av de saker som gjorde att Giscard förlorade presidentvalet i Frankrike 1981 till François Mitterrand.
Bokassa avsattes i en fransk operation 1979, och dog senare 1996. Giscard var en aktiv fransk politiker med olika uppdrag inom EU och i Frankrike fram tills att han dog 2020.

## Bokassa och Giscard lär känna varandra
Bokassa tog genom en militärkupp makten i Centralafrikanska Republiken på nyårsafton 1965, när han störtade David Dacko. Under 1970-talet lärde han känna Valéry Giscard d'Estaing, som var en uppskattad politiker i Frankrike, som då var finansminister, men som 1974 blev landets president. De båda hade jagat tillsammans, och Giscard hade besökt Bokassa flera gånger innan han blev president. Första gången de träffades var när Charles de Gaulle begravdes 1970. Bokassa lät upprätta ett område större än Värmland där Giscard och hans vänner kunde jaga fritt. Det som fick mest uppmärksamhet var dock det faktum att Bokassa överöste Giscard med gåvor, alltifrån elfenben till diamanter.

## Utpressning och kröning
Under mitten av 1970-talet började dock Bokassas finanser bli riktigt dåliga, och offentligt anställda kunde inte få ut sina löner. Hans eget slöseri, torka, höjda oljepriser och sänkta priser på exportprodukter som kaffe och bomull orsakade den ekonomiska katastrofen. När Bokassa bad Giscard om ekonomisk hjälp fick han dock ingen; Bokassa hade börjat få dåligt rykte internationellt, och Giscard vågade inte hjälpa honom för mycket.
Bokassa blev desperat, och kontaktade då, för att provocera Frankrike, Libyens ledare Khadaffi. Bokassa konverterade till islam, vilket gav ekonomiskt stöd från Libyen. Bokassa bytte samtidigt namn till Salah Addin Ahmed Bokassa. Giscard hade blivit uppskrämd, samtidigt som finanskrisen lösts. Bokassa valde då att återigen kontakta Giscard, som sa att om han bröt med Khadaffi skulle Bokassa på nytt få pengar; Bokassa avslöjade att han skulle använda dessa till sin kröning, en påkostad ceremoni som betalades av Frankrike, och som inspirerades av Napoleon I:s kröning. Kröningen ägde rum den 4 december 1976, och landet heter därmed Centralafrikanska kejsardömet. Han blev bara gratulerad av två statschefer: Mobutu Sese Seko från Zaire, och Giscard. Kostnaden för kröningen landade på omkring en halv miljard kronor, vilket betalades av Giscard, som dock inte medverkade.

## Ekonomisk kris och uppror
På nytt gick Centralafrikanska kejsardömet ner i en ekonomisk kris. Den hade huvudsakligen orsakats av att folk, huvudsakligen unga studerande, gjorde uppror, att inflationen rusade i höjden, vilket fick till följd att offentliganställda inte fick ut sina löner, och så vidare. Sammanstötningar mellan studerande och soldater ägde rum, och många ungdomar dödades. Den ekonomiska krisen löses genom ett generöst lån från Giscard.
Men uppror bröt ut igen. Han fängslade gymnasieelever, vilket resulterade i att ett formligt uppror startade. Bokassas styrkor fyllde Ngaragbafängelset med ungdomar, som var tvungna att ligga nakna på golvet, där de misshandlades. Vissa kvävdes till döds. Dessa händelser fick ett stort internationellt rum i media; Amnesty International reagerade och krävde en utredning, och kejsardömets ambassadör i Frankrike anklagade Bokassa, efter att ha avgått, för mord på landets ungdomar. François Mitterrand kallade honom för "slaktaren från Bangui". Giscards läge blev allt mer problematiskt, och han ringde Bokassa för att be honom avgå, vilket han dock vägrade.

## Bokassa störtas och skandalen avslöjas
Giscard var tvungen att vara mycket försiktig. Det nalkades presidentval, som skulle äga rum 1981, och relationerna med Bokassa fick inte komma fram. Därför var Giscard tvungen att agera snabbt, och satte igång en operation för att störta Bokassa. När Bokassa återigen vände sig till Khadaffi blev läget besvärande och direkt hotande även mot Frankrike. De franska fallskärmsjägarna kom då, i september 1979, med David Dacko i släptåg, två dagar efter att Bokassa rest mot Libyen, för att störta Bokassa. Operationen gick under namnet Barracuda.
Knappt en månad senare, den 10 oktober 1979, gjorde den anrika franska satiriska tidningen Le Canard Enchaîné, som grundades 1915 och som är partipolitiskt oberoende, ett av sina genom tiderna största avslöjanden, under rubriken "När Giscard stoppade Bokassas diamanter i egen ficka". Det stod att Giscard fått stora mängder diamanter av Bokassa, en av dessa skulle ha varit värd omkring fyra miljoner svenska kronor. Avslöjandet uppföljdes flera gånger, och tidningen kunde avslöja att politikerna haft ett nära umgänge. Le Monde fortsatte med rapporterandet, och krävde en parlamentarisk utredning. Tidningen kritiserade Giscard starkt, och han blev så provocerad att han ska ha övervägt att beslagta det numret av tidningen, vilket han dock inte vågade, av pressfrihetliga skäl. Det hela utvecklades till en pressfrihetsdebatt, och kritiska röster växte sig starkare, framförallt efter att en journalist, Roger Delpey, greps av franska säkerhetstjänsten, DST. Giscards justitieminister Alain Peyrefitte åtalade Le Monde för missaktningsspridning. Giscards opinionsmätningar sjönk allt mer, och han fick färre och färre anhängare.

## Följder
Giscard förlorade, trots försök att bättra på sitt rykte, i andra valomgången i valet 1981, och Mitterrand blev ny president. Giscard fick efter händelsen smeknamnet "Monsieur Ex"; "Herr före detta". Bokassa å sin sida åtalades, och förklarades skyldig till mord och kannibalism, samt dömdes till döden, även om dödsdomen inte kunde verkställas, eftersom han inte befann sig i Centralafrikanska Republiken utan i Elfenbenskusten. En ny rättegång genomfördes när Bokassa var på plats och hade advokater, i juni 1987. Bokassa friades från anklagelserna om kannibalism, men fanns skyldig till 20 mord och förskingring. Han dömdes till döden, men benådades, och fick istället livstids straffarbete. Han dog av en hjärtattack 1996. Giscard å andra sidan lever fortfarande och har olika uppdrag i EU, samt sitter i Franska akademin.